# Estadio ESPOL
El Estadio de la Escuela Superior Politécnica del Litoral, también llamado Estadio Deportivo ESPOL o más conocido como el Estadio de la ESPOL, es un estadio multiusos ubicado en la Avenida Principal de la ESPOL, por el área de Tecnología (4J), dentro del campus Gustavo Galindo Velasco, al noroeste de la ciudad de Guayaquil, Ecuador.
Fue inaugurado el 31 de julio del 2004 con un partido de fútbol de carácter oficial, válido por la tercera fecha de la liguilla final de la Segunda Categoría del Guayas del mismo año, entre el Club Deportivo ESPOL y el Panamá Sporting Club.
El estadio es administrado por la Gerencia de Bienestar Politécnico de la Escuela Superior Politécnica del Litoral (ESPOL). El escenario deportivo tiene una capacidad de 1 500 espectadores, y es utilizado para la práctica del fútbol, y también cuenta con una pista sintética para competencias de atletismo.